# Ilhas das Maricás
Ilhas Maricás é um arquipélago brasileiro localizado em frente a Praia de Itaipuaçu a cerca de 6 km da cerca de 6 km da Praia de Itaipu, Niteroi, Rio de Janeiro.
É um local protegido onde a pesca é proibida.